# Cristina Agüera
Cristina Agüera Gago (Badalona, Barcelona, 5 de noviembre de 1990) es una política española. Actualmente, ejerce como diputada en el Congreso de los Diputados por Barcelona desde 2023. Además, ha ocupado diversos cargos en el ámbito local, destacando su labor como concejala en el Ayuntamiento de Badalona y segunda teniente de alcalde.

## Biografía
Cristina Agüera se graduó en Derecho por ESADE en 2012, y más tarde cursó un Máster en Asesoría Fiscal y otro en Abogacía en la misma institución. Durante su etapa universitaria, participó en el programa de intercambio Erasmus en París. Además, Agüera Gago ha realizado estudios en gestión de pequeñas y medianas empresas en el Centro de Estudios Financieros (CEF).

## Carrera política
Comenzó su carrera política en el ámbito local, siendo elegida concejala en el Ayuntamiento de Badalona en 2015. Desde 2019, ocupó el cargo de portavoz del Grupo Municipal Popular. En 2023, tras las elecciones municipales, asumió el cargo de segunda teniente de alcalde en el gobierno de Xavier García Albiol, encargándose de áreas como impulso económico, trabajo, cultura, ciudadanía y gobierno.
En las elecciones generales de 2023, fue elegida diputada por Barcelona, formando parte del Grupo Parlamentario Popular. En el Congreso, se integró en diversas comisiones parlamentarias, siendo vocal de la Comisión de Industria y Turismo, portavoz de la Comisión de Vivienda y Agenda Urbana, vocal de la Comisión de Igualdad y vocal de la Comisión Mixta para la Unión Europea.
A lo largo de su carrera política, ha destacado por su firme postura en temas relacionados con la vivienda y la ocupación ilegal, proponiendo medidas como el desalojo de ocupas en un plazo de 24 horas y sanciones para la multirreincidencia en casos de ocupación ilegal.